# Erving
Erving är en kommun (town) i Franklin County i delstaten Massachusetts, USA.  Vid folkräkningen år 2010 bodde 1 800 personer på orten. Den har enligt United States Census Bureau en area på totalt 37 km² varav 1 km² är vatten.